# Commentary
Commentary è un mensile statunitense riguardante religione, ebraismo e politica, nonché questioni sociali e culturali.
Fondata dall'American Jewish Committee nel 1945 sotto la direzione di Elliot E. Cohen (caporedattore dal 1945 al 1959), la rivista Commentary si è trasformata nel principale periodico riguardante le questioni ebraiche del dopoguerra. La testata si sforzava di costruire una nuova identità ebraica americana mentre elaborava gli eventi della Shoah, la formazione dello Stato di Israele e la Guerra Fredda. Nel suo periodo di massimo splendore, la rivista fu edita da Norman Podhoretz, dal 1960 al 1995. Oltre alla sua forte copertura di questioni culturali, Commentary fornì una voce forte per la sinistra anti-stalinista. Podhoretz, originariamente di orientamento democratico liberale, diventato neoconservatore, spostò l'orientamento della rivista a destra e verso il Partito repubblicano negli anni '70 e '80.
Commentary è stato descritto da Benjamin Balint come "la rivista controversa che ha trasformato la sinistra ebraica nella destra neoconservatrice", mentre, secondo lo storico e critico letterario Richard Pells, "nessun altro giornale dell'ultimo mezzo secolo è stato così costantemente influente, o così centrale nei dibattiti più importanti che hanno trasformato la vita politica e intellettuale degli Stati Uniti".

## Storia

### Fondazione e primi anni
Commentary è stato il successore del Contemporary Jewish Record. Quando il direttore del Record morì nel 1944, il suo editore all'epoca, l'American Jewish Committee (AJC) si consultò con gli intellettuali di New York tra cui Daniel Bell e Lionel Trilling: raccomandarono che l'AJC assumesse Elliot Cohen, che era stato direttore di una rivista culturale ebraica e fu quindi attuata una raccolta fondi per creare un nuovo periodico. La rivista avrebbe portato le idee dei giovani intellettuali ebrei di New York ad un pubblico più vasto. Dimostrò che gli intellettuali ebrei, e per estensione tutti gli ebrei americani, si erano allontanati dal loro radicalismo politico passato per abbracciare la cultura e i valori americani tradizionali. Cohen dichiarò il suo grande disegno nel primo numero:
Secondo Podhoretz, Commentary doveva condurre gli intellettuali ebrei "fuori dal deserto dell'alienazione ... e nella terra promessa dell'America democratica, pluralista e prospera". Cohen ingaggiò importanti autori che scrissero saggi importanti, tra cui Irving Kristol; il critico d'arte Clement Greenberg; il critico cinematografico Robert Warshow; e il sociologo Nathan Glazer. Commentary pubblicò srticoli di "star" emergenti come Hannah Arendt, Daniel Bell, Sidney Hook e Irving Howe.
Sebbene molti o anche la maggior parte dei redattori e degli scrittori fossero stati in passato socialisti, trotskisti o stalinisti, ciò non fu più tollerato. Gli articoli di Commentary erano anticomunisti e anche anti-McCarthyisti; identificavano e attaccavano qualsiasi debolezza percepita tra i liberali sulle questioni della guerra fredda, sostenendo le politiche del presidente Harry Truman come la dottrina Truman, il piano Marshall e la NATO. I liberali che odiavano Joseph McCarthy furono infastiditi quando Irving Kristol scrisse al culmine della controversia che "c'è una cosa che il popolo americano sa del senatore McCarthy: lui, come loro, è inequivocabilmente anti-comunista. A proposito dei portavoce del liberalismo americano, sentono di non sapere nulla del genere."

### Gli anni di Norman Podhoretz
Alla fine degli anni '50 la rivista si indebolì, poiché Cohen soffriva di malattie mentali e si suicidò. Protetto di Lionel Trilling, Norman Podhoretz subentrò nel 1960, dirigendo la rivista con un il pugno di ferro fino al suo pensionamento nel 1995. Podhoretz ridusse lo spazio riservato alle questioni ebraiche e spostò l'ideologia di Commentary a sinistra. La tiratura salì a 60.000 quando la rivista divenne un pilastro dell'élite liberale di Washington nel periodo d'oro dei presidenti John F. Kennedy e Lyndon B. Johnson.
L'emergere della New Left, che era fortemente ostile a Johnson, al capitalismo e alle università, fece arrabbiare Podhoretz per ciò che percepiva come superficialità e ostilità nei confronti di Israele nella Guerra dei sei giorni del 1967. Gli articoli attaccarono la New Left su questioni che andavano dalla criminalità, alla natura dell'arte, alla droga, alla povertà, al nuovo egualitarismo; Commentary affermava che la New Left era una pericolosa forza anti-americana, anti-liberale e antisemita. Daniel Patrick Moynihan usò Commentary per attaccare i rivoltosi dei Fatti di Watts e i liberali che li difendevano. Il cambiamento di orientamento contribuì a definire l'emergente movimento neoconservatore e diede spazio ai liberali disillusi.
Mentre la base dei lettori si spostava a destra, Commentary riempiva il vuoto per gli intellettuali conservatori, che altrimenti si affidavano alla National Review di William Buckley. Nel marzo del 1975 l'articolo di Moynihan "Gli Stati Uniti in opposizione" esortò l'America a difendere con forza i principi democratici liberali quando furono attaccati dal blocco sovietico e dalle dittature del Terzo mondo alle Nazioni Unite. Moynihan fu nominato ambasciatore presso le Nazioni Unite dal presidente Gerald Ford nel 1975 e fu eletto al Senato degli Stati Uniti nel 1976. La denuncia di Jeane Kirkpatrick del novembre 1979 della politica estera del presidente Jimmy Carter, "Dittature e doppi standard", impressionò Ronald Reagan, che sconfisse Carter nel 1980. Nel 1981 Reagan nominò Kirkpatrick ambasciatore presso le Nazioni Unite e Commentary raggiunse l'apogeo della sua influenza.

### Gli anni recenti
Norman Podhoretz, che fu caporedattore fino al 1995, collaborò alla rivista come editor-at-large fino al gennaio 2009. Neal Kozodoy, al Commentary dal 1966, fu caporedattore tra il 1995 e il gennaio 2009; è l'attuale editor-at-large della rivista. Da gennaio 2009 il mensile è stato curato da John Podhoretz, figlio di Norman.
La rivista ha cessato di essere affiliata alla AJC nel 2007, quando Commentary, Inc., un'impresa no profit indipendente del tipo 501(c)(3), è subentrata come editore.
Nel 2011 la rivista ha annunciato l'intenzione di consegnare i suoi archivi dal 1945 al 1995 all'Harry Ransom Center dell'Università del Texas ad Austin.